# Digna rabia (concepto)
Digna rabia es un término que hace referencia a los sentimientos de enojo, ira y furia que ayudan al ser humano a detener o modificar situaciones en donde se violentan garantías individuales y derechos colectivos originadas por estigmas y códigos opresivos tradicionalmente instaurados por la expansión del capitalismo en el espectro político y social en las comunidades occidentales.

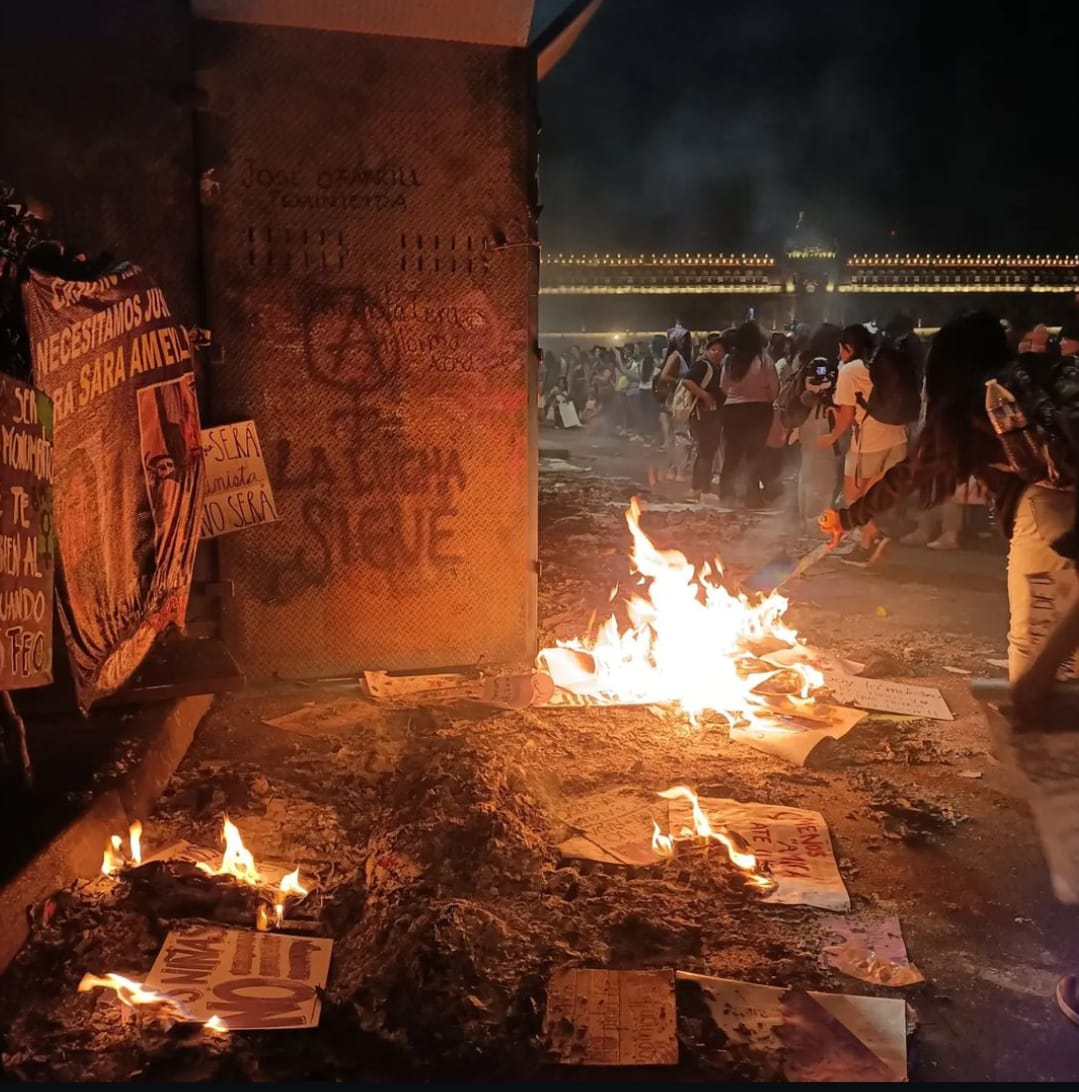
Protesta del movimiento feminista del 8 de marzo de 2024 en el centro histórico de la Ciudad de México.

A pesar de que el término tiene un uso universal dentro del marco ideológico anticapitalista, su uso se ha popularizado especialmente en el movimiento feminista en la región de América Latina bajo una definición que dota de validez a una serie de acciones presentes en las protestas civiles que intervienen el patrimonio cultural de una nación, o bienes materiales en general.
La rabia es uno de los efectos más visibles en diversas expresiones contemporáneas y movimientos sociales, especialmente dentro del movimiento feminista y las diversas sublevaciones de mujeres a lo largo de la historia donde los sentimientos de enojo e ira han tomado protagonismo. El activismo de las mujeres, independientemente de su corporalidad, reivindica su derecho a romper, quemar y tumbar bienes materiales para llamar la atención sobre la violencia y opresión que han sido consecuencia de la estructura patriarcal.
A menudo, estas acciones se califican como "destrucción" de monumentos, y se comparan con el vandalismo. Sin embargo, estas manifestaciones se pueden entender como iconoclasia, pues están motivadas por la necesidad de exigir el cumplimiento de derechos en un contexto de desigualdad y violencia de género. Este tipo de acciones han sido históricamente realizadas por integrantes de diversos movimientos sociales que buscan un cambio en la estructura del Estado o en el sistema político-social, convirtiéndose en una herramienta legítima de protesta.
Es importante tener en cuenta que la digna rabia no es irracional; es un concepto que refiere a una serie de sentimientos validados por su naturaleza intrínsecamente relacionada con los derechos humanos y que expresa cada vez mayor inconformidad ante el status quo. Dentro del contexto de los movimientos sociales que buscan reivindicar el orden establecido, la digna rabia se valida desde la falta de respuesta del Estado y de la sociedad por una justicia imparcial, expedita e igualdad de condiciones ante la ley como una forma de resistencia a las formas de opresión estructurales del patriarcado.

## Origen
Aunque el origen del término no es conocido con exactitud, su uso tomó mucha relevancia en los movimientos sociales en México y América Latina a partir de la década de 1980 hasta 1994, cuando estalló la rebelión del Ejército Zapatista de Liberación Nacional (EZLN) en el estado mexicano de Chiapas que demandaba justicia y reivindicación para las comunidades indígenas bajo el gobierno de Carlos Salinas de Gortari en uno de los gobiernos donde se instauró un modelo político neoliberal y una economía de libre mercado.  
Bajo este contexto, se buscaba ascender una nueva cultura política fuertemente entrelazada con la ética tras años de opresión y explotación a las comunidades marginadas por el estado. A lo largo de los años, y con el proceso de apertura ideológica vigente en la actualidad, digna rabia es uno de los diversos nuevos términos que han ido apropiando para estructurar la idea y lucha de un nuevo orden social.

## Uso social y popular
El término digna rabia ha sido apropiado a lo largo del tiempo por numerosos movimientos sociales de diferentes grupos en situación de vulnerabilidad como la comunidad LGBTIQ+, las comunidades indígenas, las madres buscadoras de personas desaparecidas, los movimientos feministas o las mujeres indígenas. Particularmente en México, la crisis humanitaria generada por la situación de inseguridad que se vive en el país, ha dado origen a que las familias y particularmente las madres de las personas desaparecidas por el crimen organizado se organicen en un colectivo llamado "madres buscadoras", cuyo objetivo es encontrar a las personas desaparecidas con diversos recursos proporcionados y organizados por la sociedad civil, a la par que demandan al Estado no solo apoyo para encontrar a sus desaparecidos, sino justicia para ellos y las personas extraviadas.
En este contexto, la digna rabia es un término presente en la lucha de las madres buscadoras, puesto que el contexto de escases de recursos, nulo apoyo por parte del Estado y la constante lucha para visibilizarse en el contexto local y global, ha ocasionado en ellas sentimientos de dolor emocional, enojo, impotencia e indignación validado por la naturaleza de la situación que refieren como digna rabia.  